# Lectori salutem

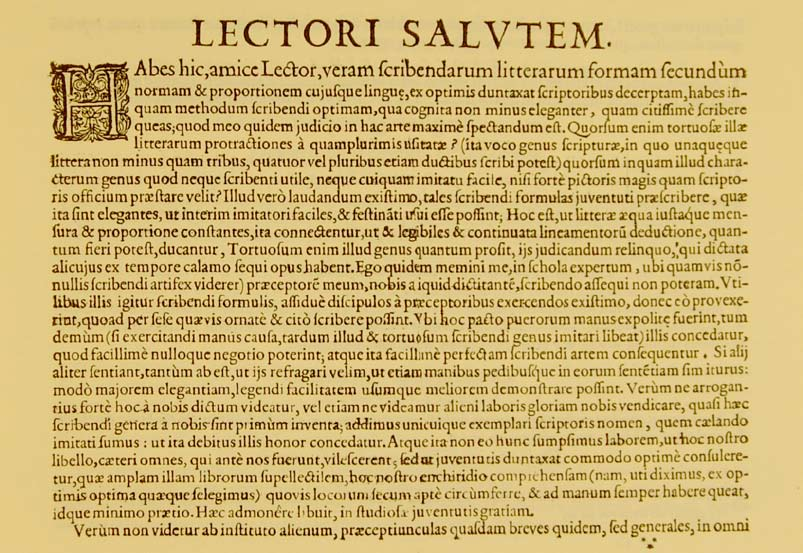
Lectori Salutem in het boek Theatrum Artis Scribendi (1594)

Lectori salutem (meestal afgekort tot L.S.) betekent letterlijk heil aan de lezer, den lezer heil of de lezer gegroet.
Ten tijde van de Romeinen was dit het opschrift boven vele voorwoorden (praefationes) van Latijnse boekuitgaven.
Thans wordt de afkorting L.S. in de Nederlandse taal gebruikt als aanhef bovenaan een brief indien de naam van de lezer(s) van de brief onbekend is. In een brief gericht aan één enkele, onbekende geadresseerde kan men ook "Geachte heer/mevrouw," als aanhef gebruiken. L.S. wordt ook gebruikt indien men niet weet wat de aanspreektitel van de geadresseerde is (dr. / mr. / drs. / lic. / ir. / ing.).
Volgens het Genootschap Onze Taal wordt L.S. steeds meer als onpersoonlijk en ouderwets ervaren.